# Nindorf (Bergen)

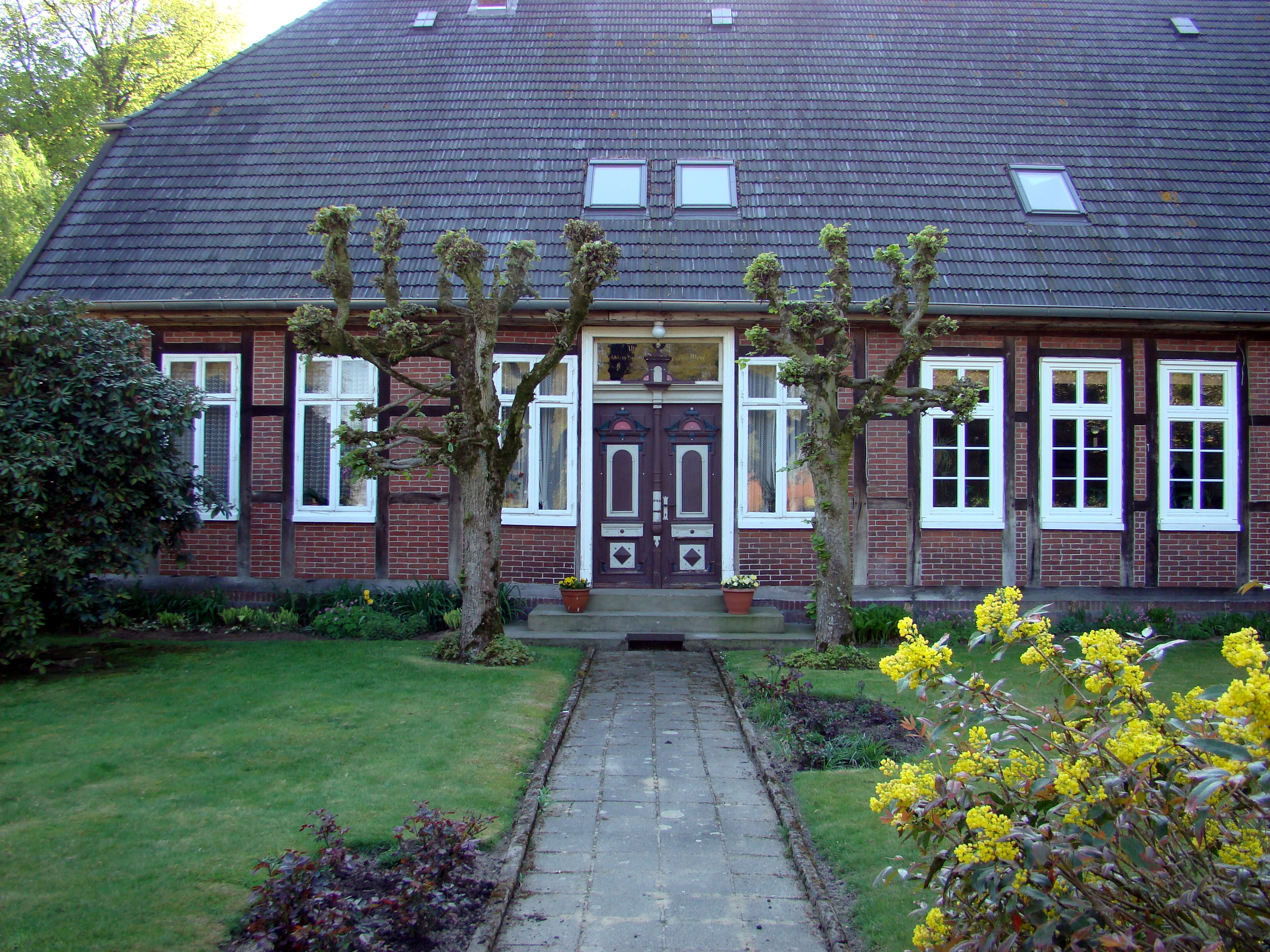
Eingang zum Wohnhaus eines Bauernhauses

Nindorf ist eine Ortschaft der niedersächsischen Stadt Bergen im nördlichen Landkreis Celle in der Lüneburger Heide. 

## Geografie
Die Ortschaft liegt etwa 4 km nordwestlich von Bergen und hat 211 Einwohner (Stand Dezember 2022). Ortsteile von Nindorf sind Widdernhausen und Nindorf. Der Ort liegt an der Kreisstraße K 12, die von Bergen nach Wietzendorf führt.

## Geschichte
Nindorf wurde urkundlich erstmals 1197 unter dem Namen villa Nendorpe erwähnt.
Am 1. Januar 1973 wurde Nindorf in die Stadt Bergen eingegliedert.

## Politik

### Ortsrat
Seit 1973 ist Nindorf eine Ortschaft der Stadt Bergen. Vertreten wird Nindorf durch den Ortsrat und den Ortsbürgermeister. Der Ortsrat hat u. a. Entscheidungskompetenzen für die in der Ortschaft gelegenen öffentlichen Einrichtungen, ist zuständig für die Förderung der Ortsbildpflege und des Vereinslebens und muss von der Stadt Bergen bei allen die Ortschaft betreffenden Belangen gehört werden. Er setzt sich aus fünf gewählten Vertretern, den aus Nindorf stammenden Mitgliedern des Gemeinderates Bergen sowie dem Bürgermeister der Stadt Bergen zusammen. 
Bei der Kommunalwahl 2021 ergab sich folgende Sitzverteilung:
- Gemeinsame Liste Nindorf: 5 Sitze

### Ortsbürgermeister
Der Ortsrat wählt den Ortsbürgermeister, Amtsinhaber ist Eike von Ahn.

## Kultur und Sehenswürdigkeiten
Heute findet man in Nindorf sowohl alte ursprüngliche Bauerngehöfte, teilweise noch alte Treppenspeicher, aber auch moderne Bauernhäuser. 

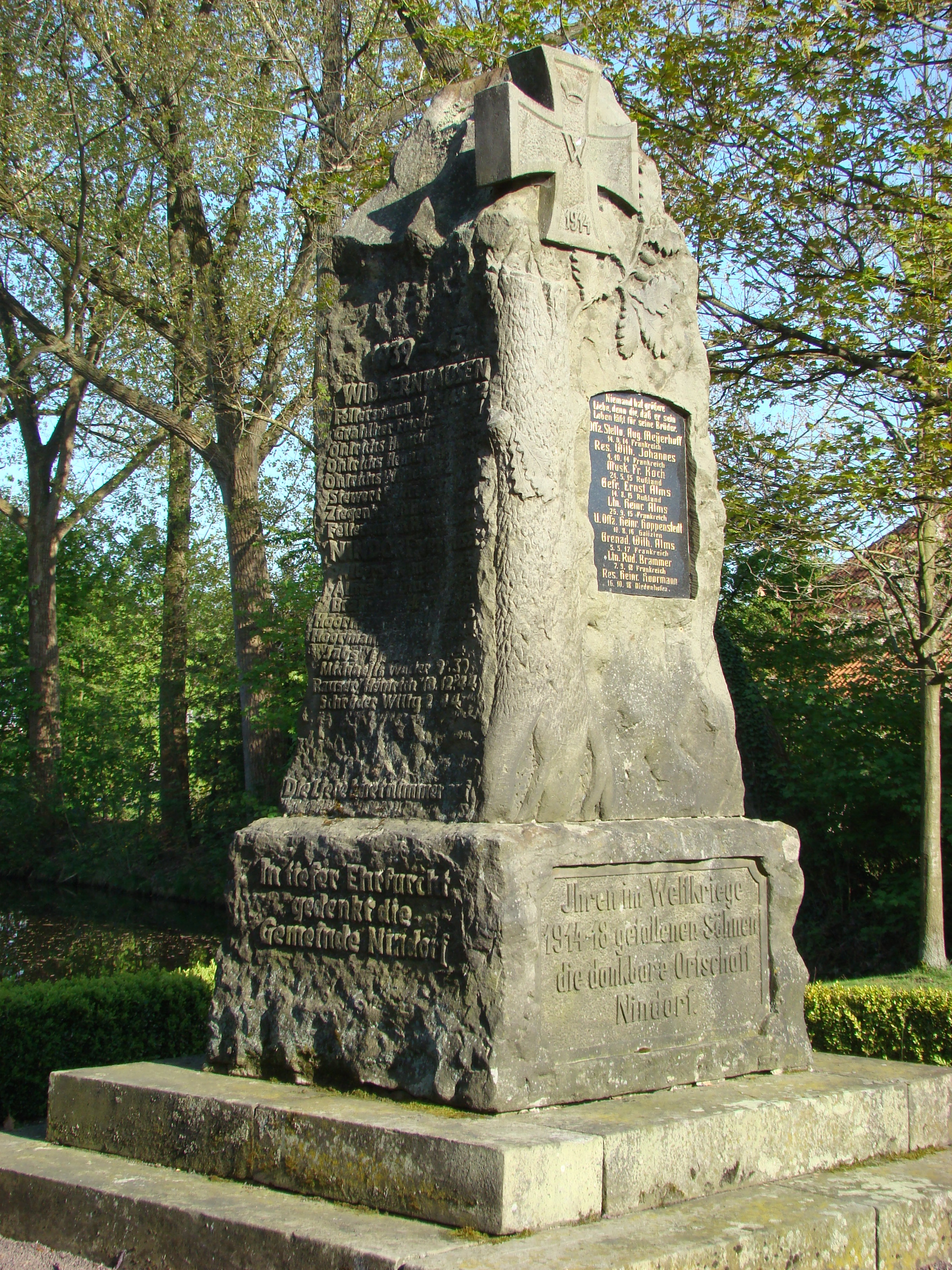
Kriegerdenkmal 1914–1918 und 1939–1945
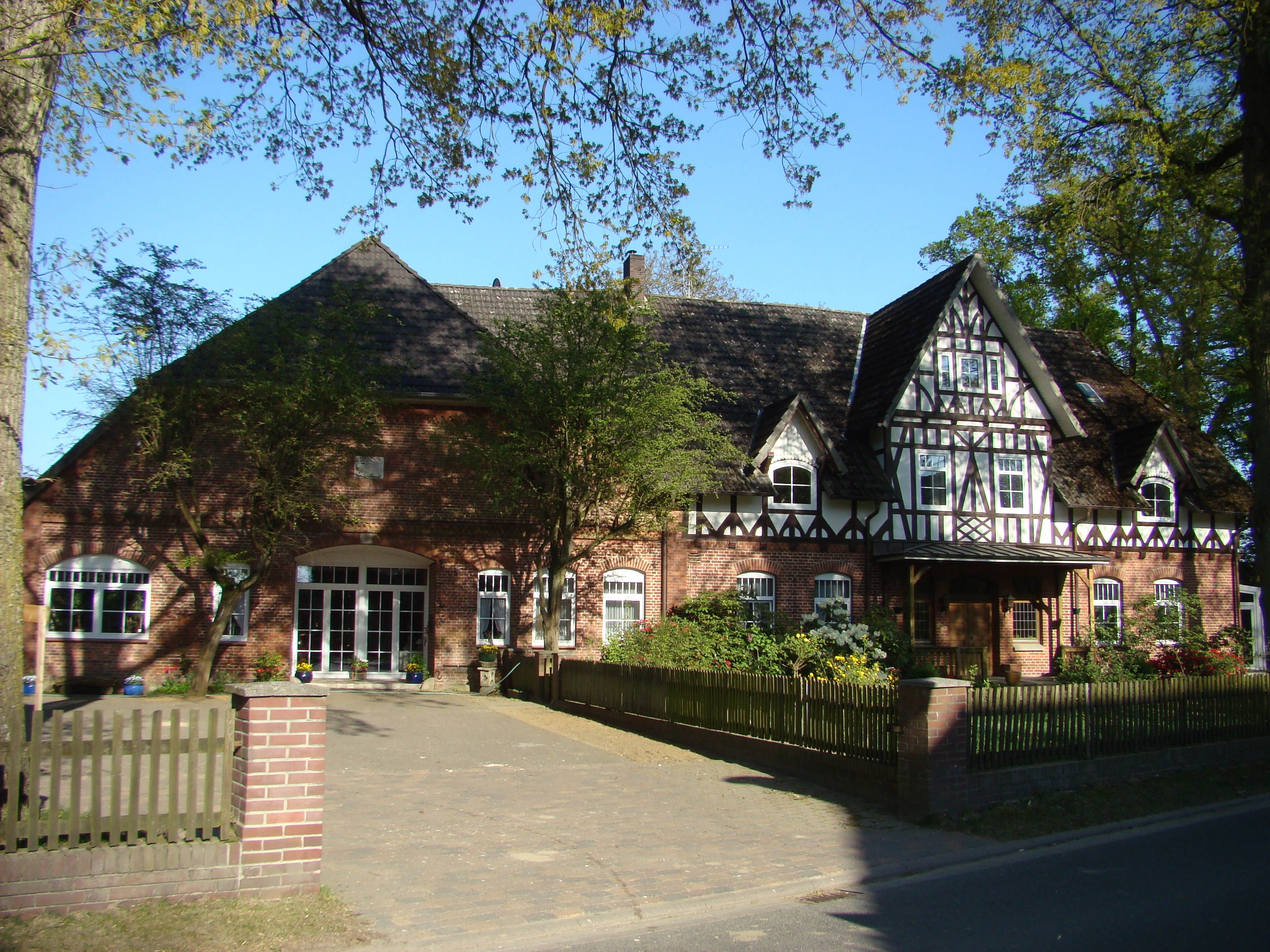
Modernisiertes Wohnhaus auf einem Bauernhof
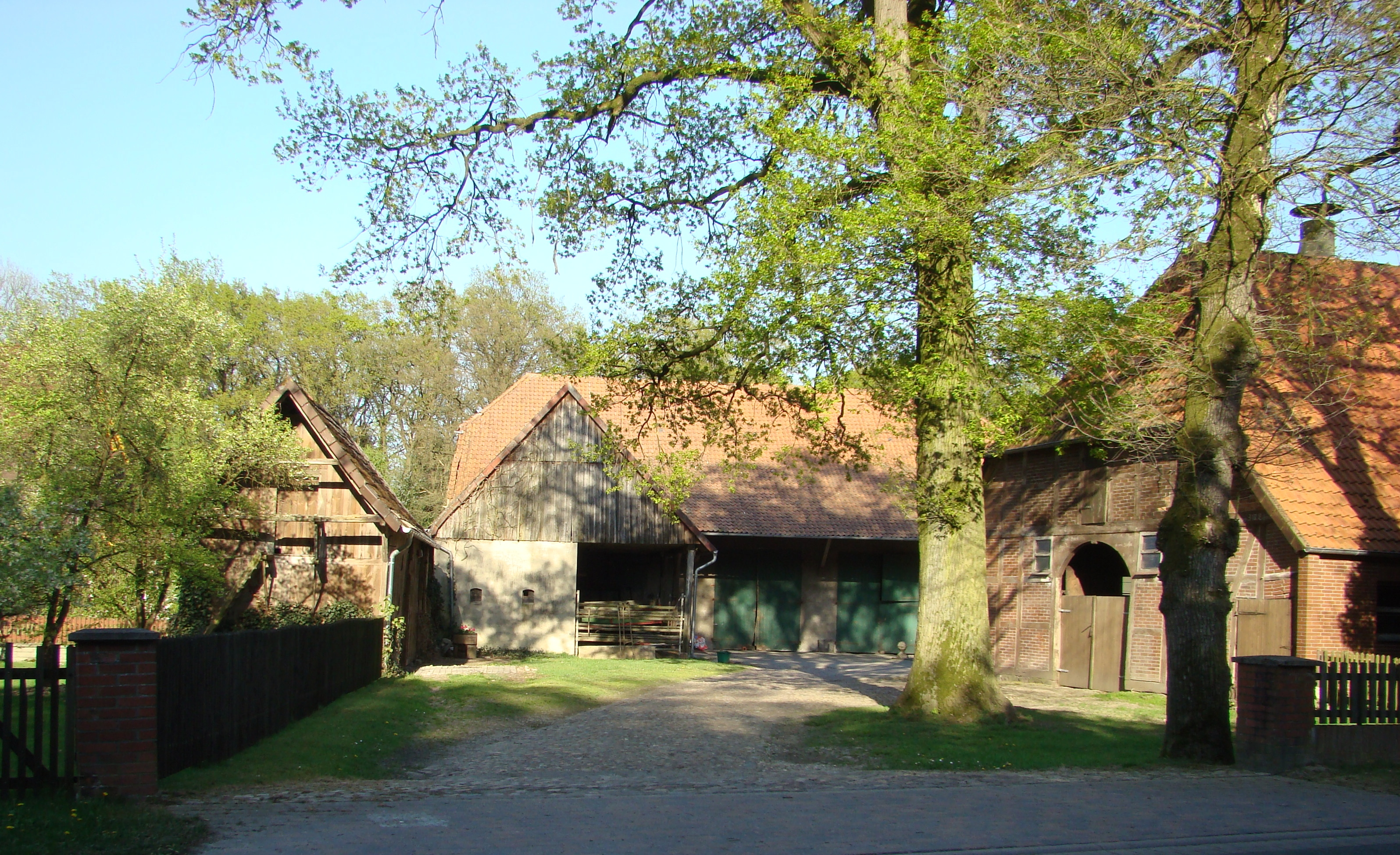
Alter Bauernhof mit Treppenspeicher

### Baudenkmäler
Siehe Baudenkmale in Nindorf